# Domiarki
Domiarki [pronunciación en polaco: /dɔˈmjarki/] es un pueblo ubicado en el distrito administrativo de Gmina Iwanowice, dentro del Condado de Kraków, Voivodato de Pequeña Polonia, en Polonia del sur. Se encuentra aproximadamente a 5 kilómetros al este de Iwanowice y a 19 kilómetros al norte de la capital regional Cracovia.